# Catfish Collins
Phelps "Catfish" Collins (n. 17 octombrie 1944 – d. 6 august 2010), a fost un chitarist cel mai cunoscut pentru activitatea sa în colectivul P-Funk. Deși "eclipsat" oarecum de fratele său mai tânăr, Bootsy Collins, Catfish a apărut pe multe albume importante și influente ale trupelor Parliament, Funkadelic și Bootsy's Rubber Band.
1. 1 2  Phelps Collins, Find a Grave, accesat în 9 octombrie 2017
2. ↑   http://news.cincinnati.com/apps/pbcs.dll/article?AID=/AB/20100806/ENT03/308070007/ Lipsește sau este vid: |title= (ajutor)